# Záviš
Záviš je jméno nejistého původu – buďto pochází ze slovanského jazyka, nebo z německého Neidhard. Význam jména se vykládá jako „závistivý“. V současném občanském českém kalendáři se již neuvádí, dříve byl uváděn 13. ledna, který je stále považován za jeho jmeniny.

## Záviš v jiných jazycích
- Polsky: Zawisza
- Slovensky: Záviš
- Srbochorvatsky: Záviša

## Známí Závišové
- Záviš (zpěvák) (* 1956) – český folkový zpěvák, vlastním jménem Milan Smrčka
- Záviš z Falkenštejna (1250–1290) – český šlechtic ze 13. století
- Záviš Bochníček (1920–2002) – český astronom
- Záviš Holzbecher – český chemik
- Záviš Kalandra (1902–1950) – marxistický historik a novinář popravený komunisty
- Záviš Zpátečník – fiktivní postava ze série Harry Potter